# Jan Wojnowski
Jan Wojnowski (Torzewo, 23 dicembre 1946 – Bydgoszcz, 9 febbraio 1990) è stato un sollevatore polacco che ha gareggiato nella categoria dei pesi piuma (fino a 60 kg.).

## Biografia
Nel 1968, dopo aver vinto il campionato nazionale polacco, fu convocato alle Olimpiadi di Città del Messico, dove terminò al 4º posto finale con 382,5 kg. nel totale di tre prove.
Due anni dopo vinse la medaglia d'argento ai Campionati europei di Szombathely con 377,5 kg. nel totale, battuto dal bulgaro Mladen Kučev (382,5 kg.). Nello stesso anno arrivò 2° anche ai Campionati mondiali di Columbus, ma venne squalificato per doping insieme al 1º e al 3º classificato della stessa gara, rispettivamente il connazionale Mieczysław Nowak ed il giapponese Yoshiyuki Miyake.
Nel 1971 ottenne il maggior successo della sua carriera, vincendo la medaglia d'oro ai Campionati europei di Sofia con 397,5 kg. nel totale, battendo il sovietico Dito Šanidze (395 kg.) e l'ungherese János Benedek (390 kg.).
L'anno seguente prese parte alle Olimpiadi di Monaco di Baviera, non riuscendo a classificarsi per aver fallito i tre tentativi nella prova di slancio, dopo aver chiuso le prove di distensione lenta e di strappo al 4º posto parziale.
Nel 1973 conquistò la medaglia di bronzo ai Campionati mondiali de L'Avana con 257,5 kg. nel totale di due prove, essendo stata nel frattempo eliminata dalla IWF la prova di distensione lenta.
Dopo circa un anno pose fine alla sua carriera agonistica.